# Buick Special
Der Buick Special war eine Serie von Personenkraftwagen, die im Modelljahr 1930 und dann von 1934 bis 1958 unter der Automobilmarke Buick von General Motors (GM) als Nachfolger der Serie 116 in den USA gefertigt wurde. Bis 1935 hieß die Baureihe nur Serie 40, ab 1936 kam die Bezeichnung Special dazu. In den Modelljahren 1961–1969 tauchte der Special wieder auf, allerdings ohne die Seriennummer 40.
Im Modelljahr 1975 erschien nochmals ein Special als Einstiegsmodell in die Century-Baureihe. Ab 1976 hieß dieser Wagen Century Special und wurde bis 1979 gefertigt.

## Baureihen

### Serie 40 (1930)
Die neuen kleinen Sechszylindermodelle für 1930 hatten einen obengesteuerten Reihenmotor mit einem Hubraum von 4220 cm³ und einer Leistung von 80,5 PS (59 kW) bei 2800 min−1. Der Radstand der mit sechs verschiedenen zwei und viertürigen Karosserien verfügbaren Wagen betrug einheitlich 2997 mm. Gegenüber dem Vorgängermodell der Serie 116 waren die Wagen um 50 mm niedriger und eleganter gestaltet.
Im Folgejahr entfielen die Sechszylindermodelle und die Serie 50 mit Achtzylindermotoren, diente als Einstiegsmodell. Im einzigen Produktionsjahr waren 74.257 Buick der Serie 40 entstanden.

### Serie 40/Special Serie 40 (1934–1936)
1934 bot Buick als Einstiegsmodell wieder eine Serie 40 an. Allerdings war diese mit einem Reihenachtzylindermotor mit 3818 cm³ ausgestattet, der eine Leistung von 93 PS (68 kW) bei 3200 min−1 hatte. Die Wagen, mit den schräg nach hinten geneigten Kühlergrills und den raketenförmigen Scheinwerfern, hatten einen Radstand von 2972 mm und waren als zweitüriges Coupé oder viertürige Limousine (mit und ohne separatem Kofferraum) erhältlich.
Im Folgejahr gab es keine stilistischen technischen Änderungen, aber es wurde zusätzlich ein 2-türiges Cabriolet angeboten.
1936 stand eine größere Modellpflege an: Der Radstand wuchs wieder auf 2997 mm und die bisher einteiligen Windschutzscheiben nahmen eine leichte V-Form mit Mittelsteg an.
In drei Jahren wurden 174.056 Fahrzeuge von der Serie 40 / Special Serie 40 gebaut.

### Special Serie 40 (1937–1953)

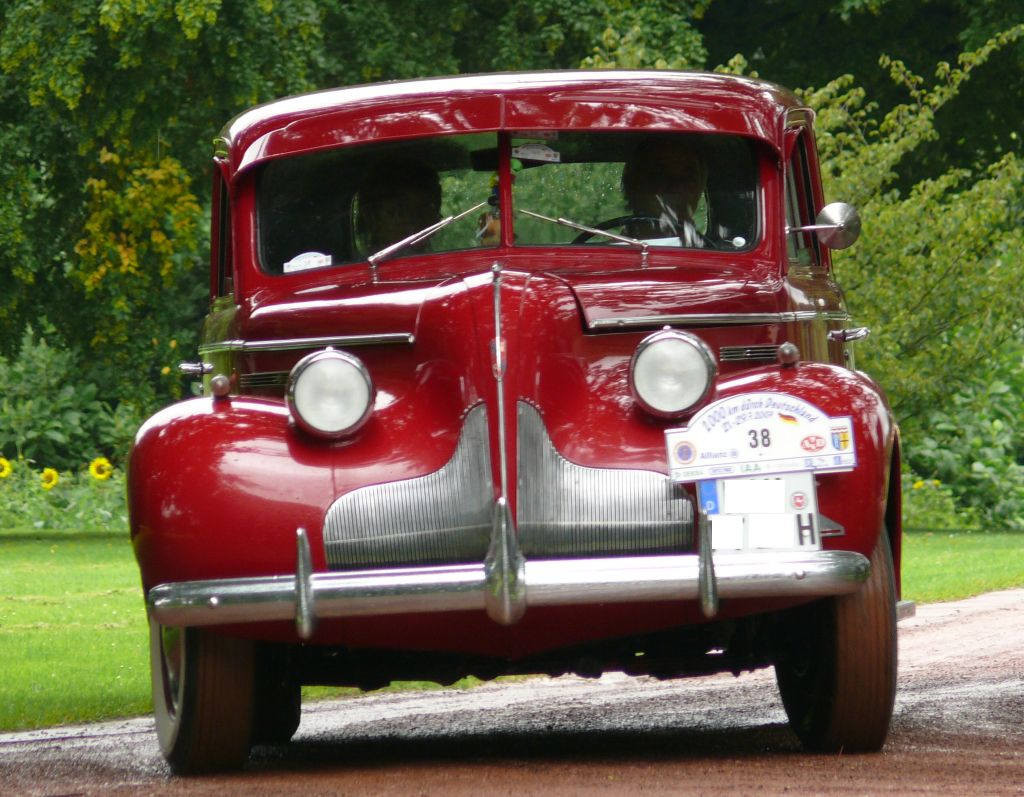
Buick 41 Special Sedan (1939)

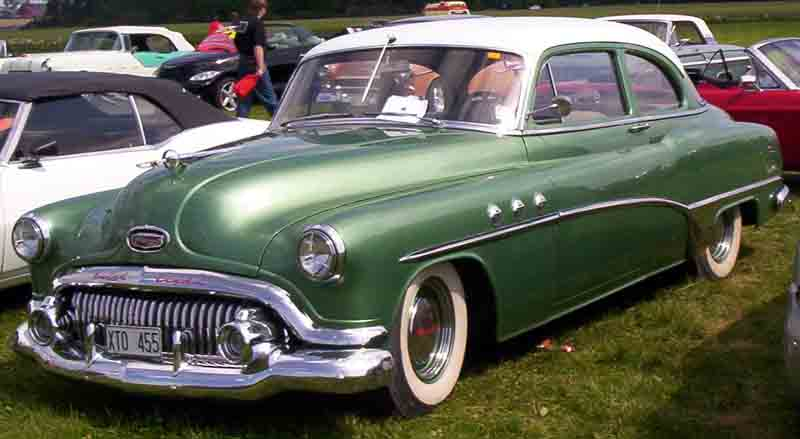
Buick 48D Special Sedan (1951)

1937 erschien der Special wesentlich überarbeitet. Der Radstand war auf 3099 mm gewachsen und der Kühlergrill hatte eine akzentuierte V-Form mit einem verchromten Mittelsteg. Neben viertürigen Limousinen mit und ohne separatem Kofferraum gab es ein zweitüriges Cabriolet, verschiedene zweitürige Coupés und einen viertürigen Phaeton. Der Hubraum des Reihenachtzylindermotors betrug 4064 cm³ und seine Leistung 100 PS (74 kW) bei 3200 min−1.
Neu im Modelljahr 1938 war das halbautomatische Getriebe, bei dem die Kupplung nur zum Anfahren betätigt werden musste. Die Motorleistung stieg auf 107 PS (79 kW) bei 3400 min−1. Eine zweitürige Limousine kam noch hinzu.
1939 gab es ein neues Styling der Frontmaske. Der neue mittig geteilte „Wasserfallgrill“ hatte senkrechte Chromstäbe und war im Mittelteil zur Motorhaube hin angehoben. Der Radstand wurde auf 3048 mm reduziert.
1940 gab es neue Karosserien ohne Trittbretter und mit in den vorderen Kotflügel integrierten Scheinwerfern. Der Kühlergrill hatte wieder horizontale Chromstäbe, entsprach in seinen Umrissen aber dem des Vorjahres. Der Radstand wuchs wieder auf 3073 mm.
Im Modelljahr 1941 waren die Scheinwerfergehäuse vollständig in den vorderen Kotflügeln aufgegangen, die an Volumen zugenommen hatten. Der Phaeton entfiel, dafür kam ein fünftüriger Kombi ins Programm. Fast alle Aufbauten gab es wahlweise mit zwei unterschiedlichen Radständen: 2997 mm für die Serie 40A und 3073 mm für die Serie 40B. Die Motorleistung stieg auf 115 PS (85 kW).
1942, im letzten Jahr der Vorkriegsproduktion, bekam der Special noch einmal ein neues Gesicht. Der flache, hufeisenförmige Kühlergrill trug wieder senkrechte Chromstäbe. Die Serien 40A und 40B hatten den gleichen Radstand von 2997 mm. Die Motoren leisteten mit 110 PS (81 kW) geringfügig weniger als im Vorjahr.
1946 begann man die Automobilproduktion wieder mit den nur geringfügig veränderten letzten Vorkriegsmodellen. Der Motor wurde unverändert übernommen; der Radstand betrug einheitlich 3073 mm. Neben einer viertürigen Limousine gab es nur noch eine zweitürige Sedanette (Fließhecklimousine). Bis einschließlich 1949 gab es nur kosmetische Änderungen.
1950 erstreckten sich die senkrechten Chromstäbe des Kühlergrills bis in die vorderen Stoßfänger. Als dritte Karosserieform kam wieder ein zweitüriges Coupé dazu. Der Radstand wuchs geringfügig auf 3086 mm. Es gab wieder eine einteilige gewölbte Windschutzscheibe.
Das Modelljahr 1951 brachte vor allen Dingen einen größeren Motor. Der neue Reihenachtzylinder hatte einen Hubraum von 4315 cm³ und leistete 120 PS (88 kW) bei 3600 min−1. Der Kühlergrill mit schmaleren vertikalen Chromstäben wurde vom, in der Mitte abgesenkten, vorderen Stoßfänger und einer massiven Chromspange über dem Kühlergrill umrahmt. Neu war auch das zweitürige Hardtop-Coupé.
1952 gab es nur wenige kosmetische Änderungen. 1953 war der Special das einzig verbliebene Buick-Modell mit Reihenachtzylindermotor. Dessen Leistung stieg nochmals auf 125 PS (92 kW). Im Folgejahr löste ihn der V8-Motor ab.
In den sechs Jahren vor dem Zweiten Weltkrieg wurden 846.810 Wagen der Serie 40 gebaut, in den acht Jahren danach waren es 895.838 Stück.

### Special Serie 40 (1954–1958)
1954 erschien der Special mit einer komplett neuen Pontonkarosserie. Alle Kotflügel waren im Karosseriekörper integriert und im Bereich der hinteren Türen zeigte sich ein kleiner Hüftschwung. Die Windschutzscheibe war als Panoramascheibe ausgeführt. Neu war vor allen Dingen der V8-Motor, der aus 4326 cm³ eine Leistung von 143 PS (105 kW) bei 4200 min−1 schöpfte. Für die Wagen mit den nun verfügbaren Vollautomatikgetrieben waren es 150 PS (110 kW). Ab diesem Modelljahr gab es auch wieder einen fünftürigen Kombi.
1955 zeigt sich der Special mit großem Haifischmaul vorne und kleinen Heckflossen hinten. Die Motorleistung stieg bei gleichbleibendem Hubraum auf 188 PS (138 kW).
Im Folgejahr wurde das Haifischmaul breiter und als zusätzliche Karosserieform wurde eine viertürige Hardtop-Limousine angeboten. Es gab einen größeren Motor mit 5277 cm³ Hubraum und einer Leistung von 220 PS (162 kW) bei 4400 min−1.
Während 1957 die Front fast gleich blieb, wurden die Heckflossen und der Hüftschwung deutlich vergrößert. Vergrößert wurde auch der V8-Motor, und zwar auf einen Hubraum von 5965 cm³. Die Leistung stieg auf 250 PS (184 kW).
Komplett überarbeitet zeigte sich der Buick Special des Jahrgangs 1958. Das Haifischmaul war zu einem Gitter über die gesamte Fahrzeugbreite mutiert, über dem Doppelscheinwerfer thronten. Die Heckflossen wuchsen ins Riesenhafte und an den Seiten der hinteren Türen und hinteren Kotflügel gab es breite verchromte Streifen. Technisch änderte sich in diesem letzten Jahr vor der Modellablösung nichts. Im Folgejahr ersetzte der LeSabre den Special.

In fünf Jahren entstanden 1.265.605 Wagen der letzten Serie 40.

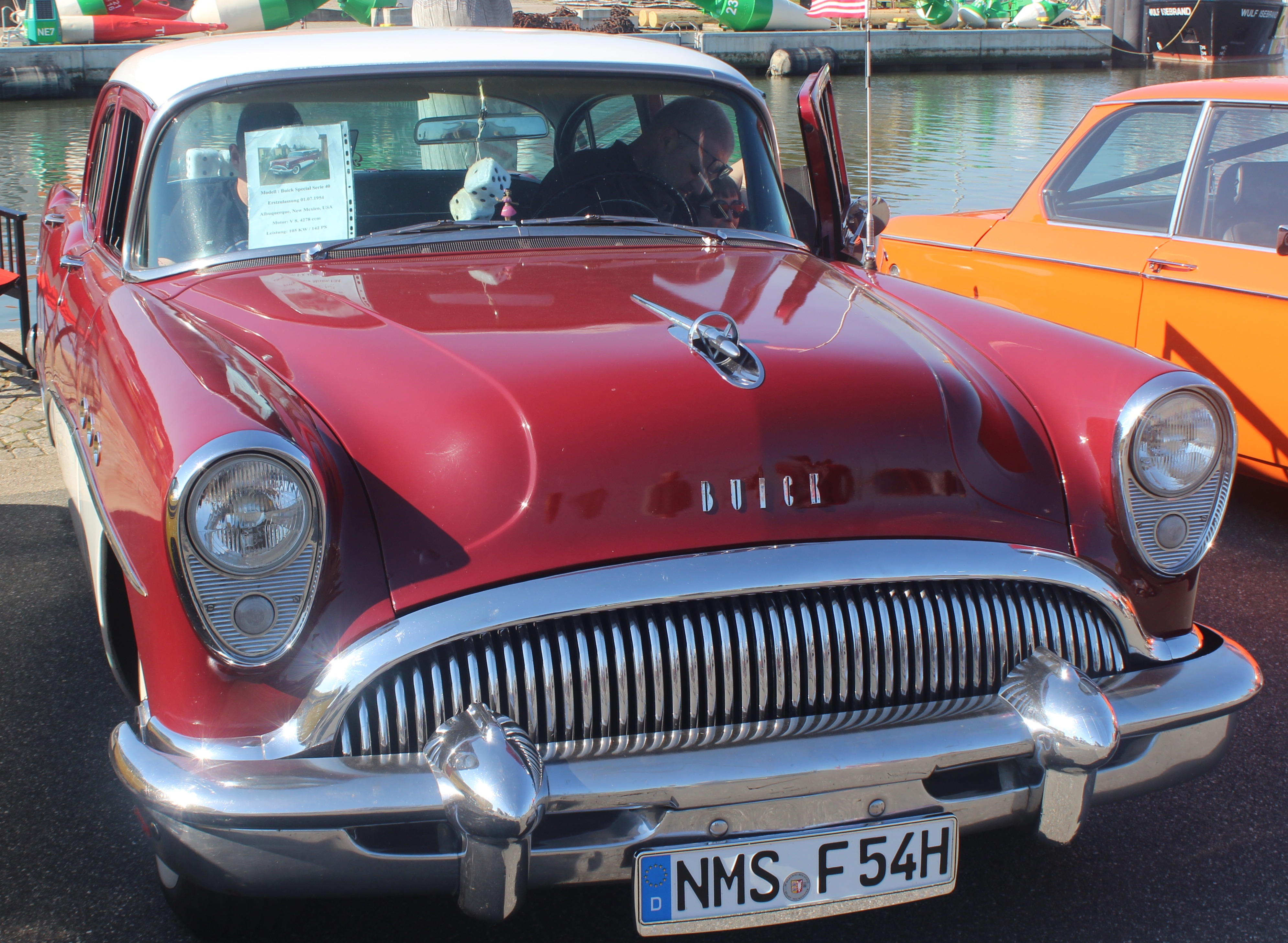
Buick Special Serie 40 (1954)
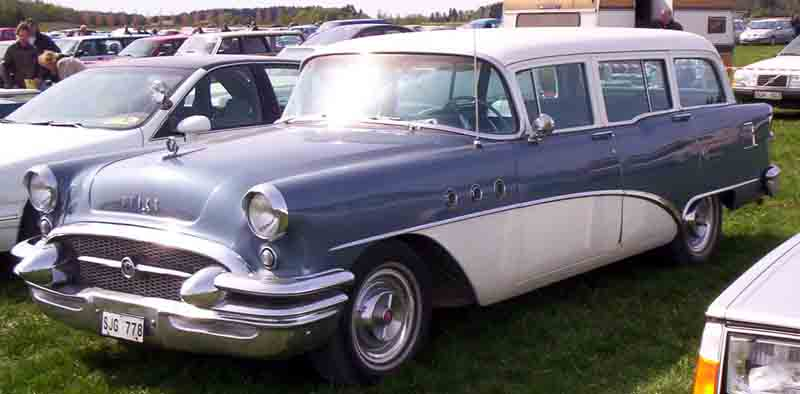
Buick Special Station Wagon (1955)
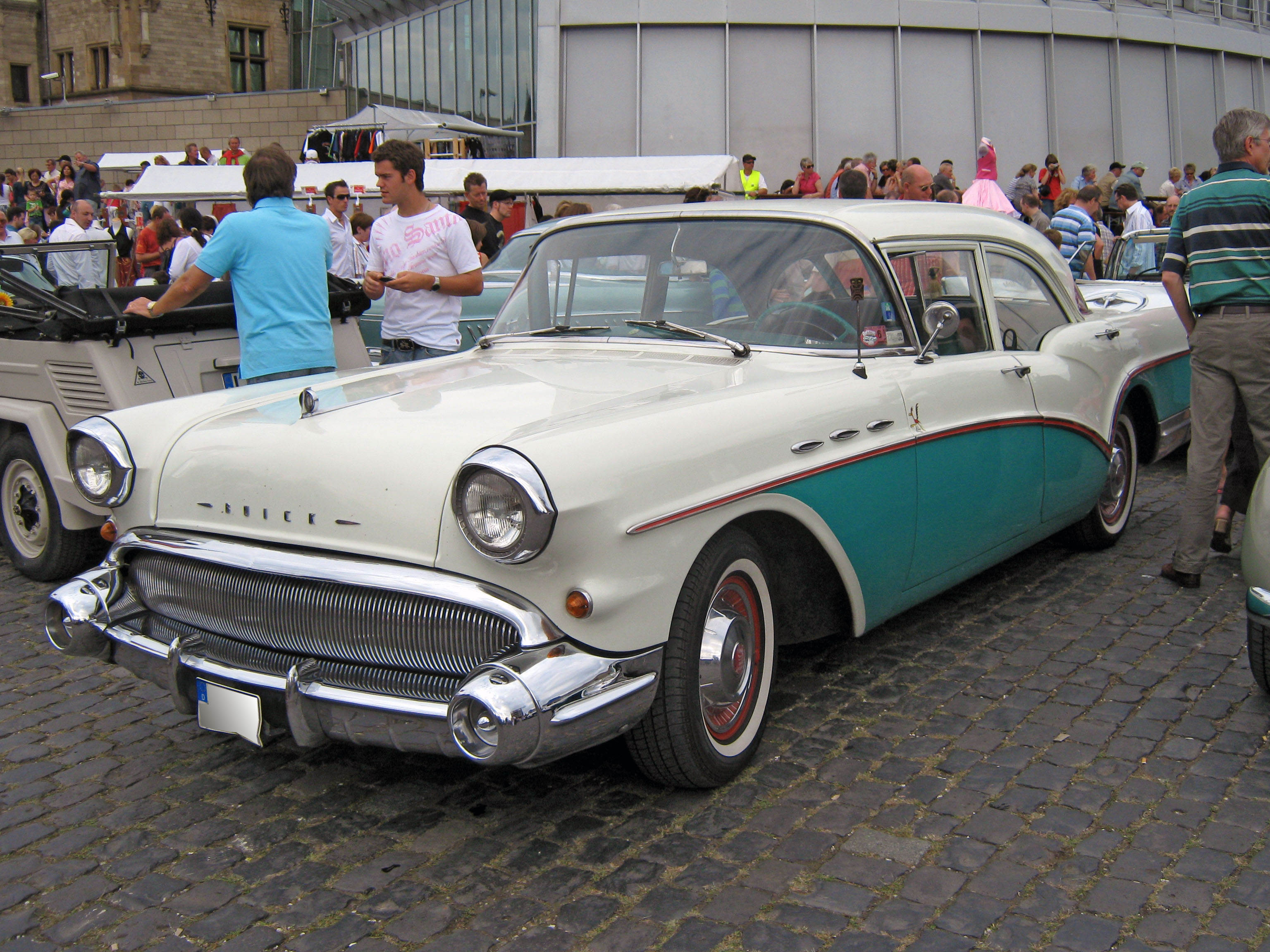
Buick Special 4-Door Front (1957)
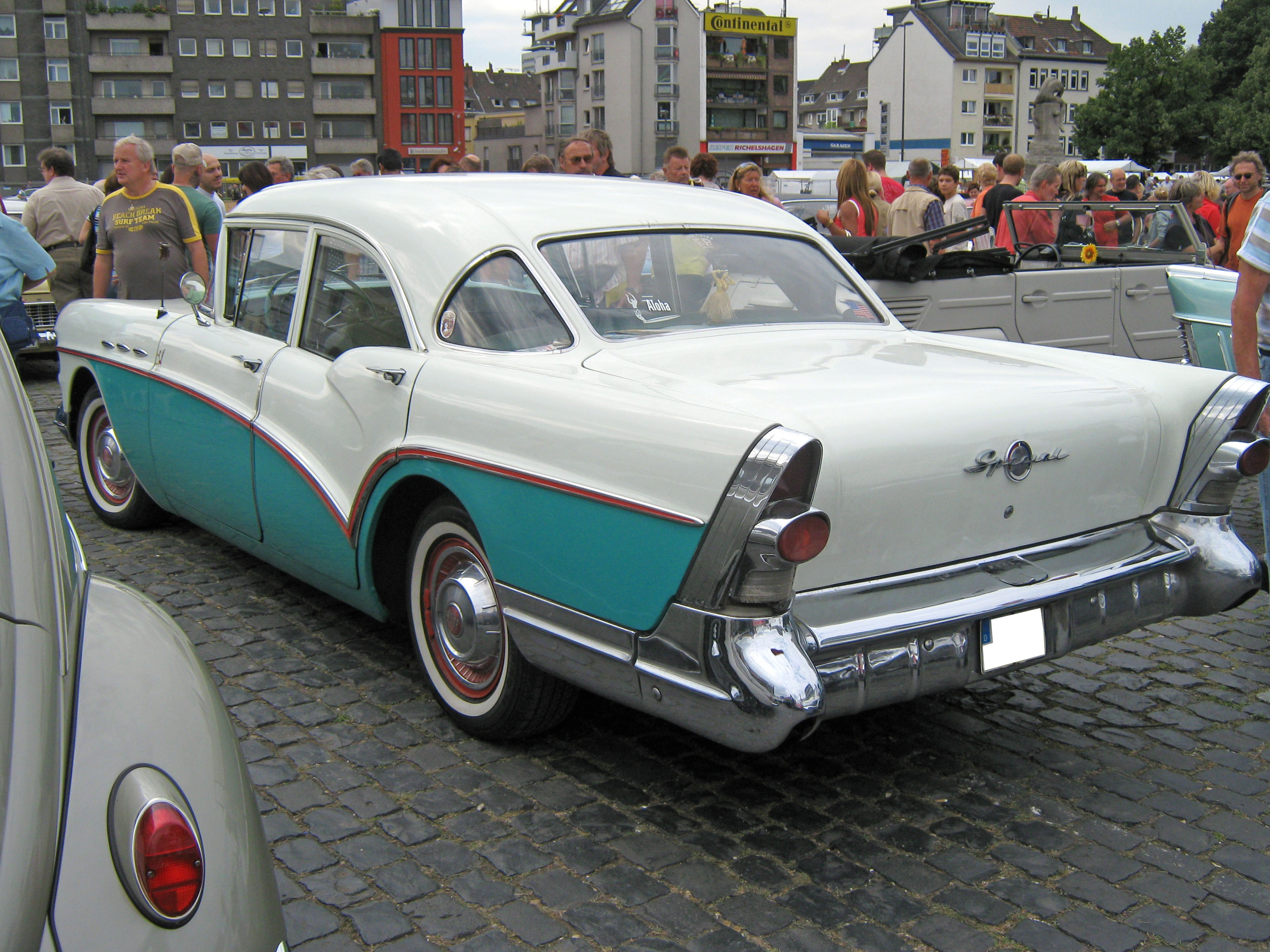
Buick Special 4-Door Heck (1957)

### Special/Special Deluxe (1961–1969)

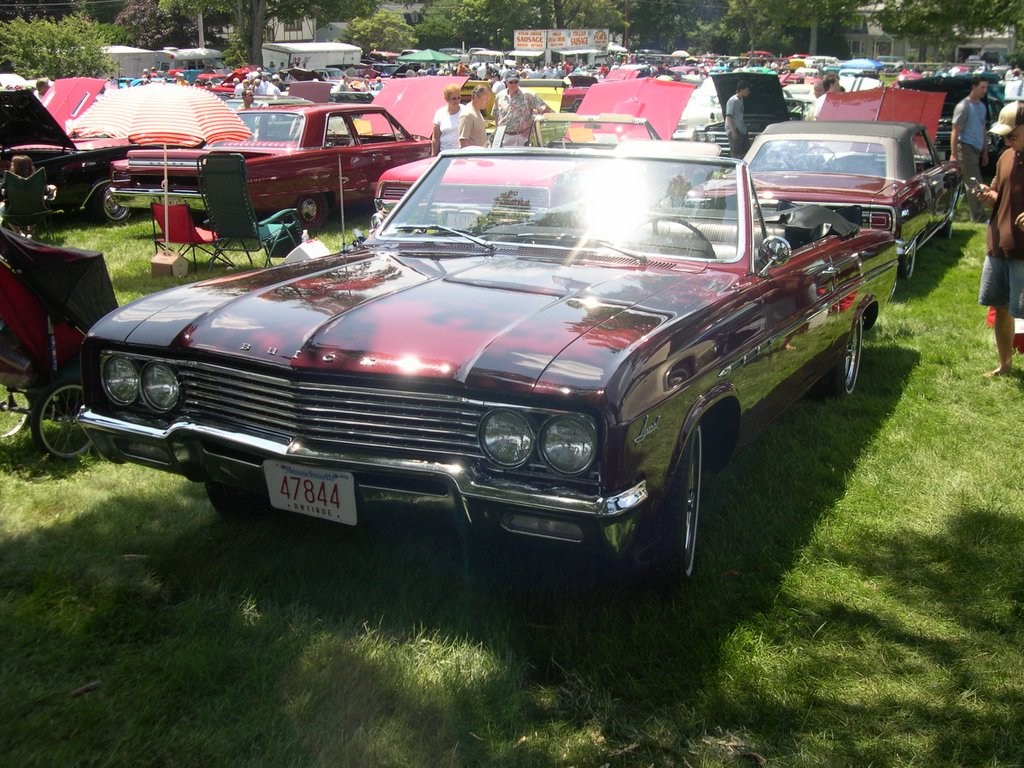
Buick Special Convertible (1965)

Nach nur zwei Jahren Pause erschien ein neuer Special auf der nagelneuen, wesentlich kleineren GM-Y-Plattform. Der Radstand war mit 2845 mm kleiner als beim letzten Modell der Serie 40. Die Wagen mit den in den breiten Kühlergrill eingesetzten Doppelscheinwerfern waren als zweitüriges Coupé, viertürige Limousine und fünftüriger Kombi zu haben. Es gab einfacher ausgestattete Special Standard-Modelle und besser ausgestattete Special Deluxe-Modelle. Neu war ein „kleiner“ V8-Motor aus Aluminium mit 3523 cm³ Hubraum und einer Leistung von 155 PS (114 kW). Die Rechte an diesem Motor wurden 1965 von Automobilhersteller Rover übernommen, der ihn von 1967 bis 2004 baute und zunächst in seinen Modellen P5B und P6B („B“ steht je für Buick) einsetzte.
1962 gab es kaum stilistische Änderungen, aber es wurden zusätzlich eine zweitürige Limousine und ein zweitüriges Cabriolet angeboten. Das Coupé fiel weg. Neben dem V8-Motor aus dem Vorjahr, mit wahlweise 155 oder 190 PS, war auf Wunsch auch ein kleinerer V6-Motor mit 3245 cm³ und einer Leistung von 135 PS (99 kW) verfügbar, allerdings nur für die Standardmodelle.

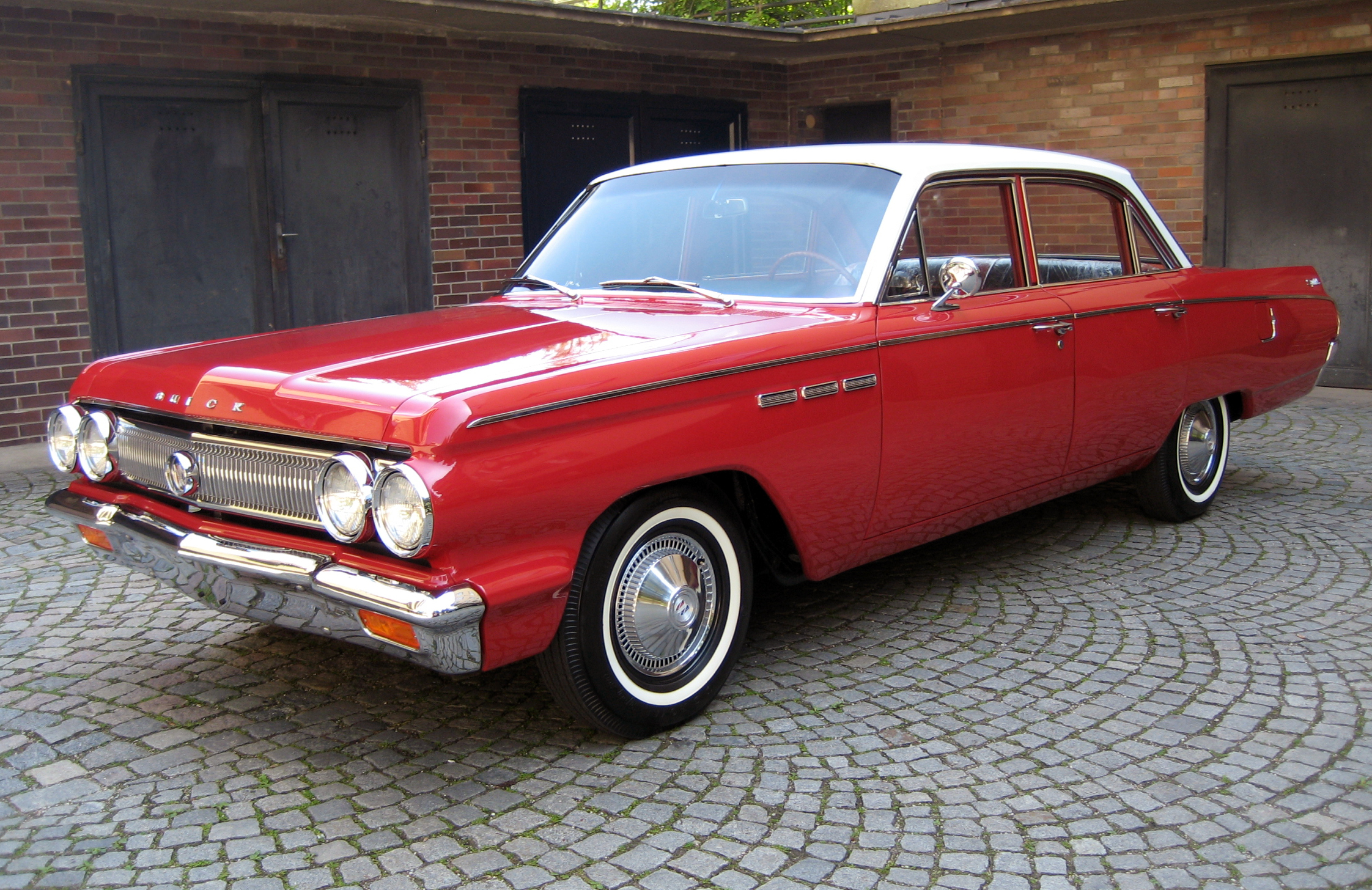
Buick Special Deluxe (1963)

Etwas eckiger, aber im Grunde wenig verändert präsentierte sich der Special des Jahres 1963. Auch technisch änderte sich nichts. Den Special Deluxe gab es nur noch als Limousine mit vier Türen oder Kombi mit fünf Türen.
1964 stand wieder eine gründliche Überarbeitung an. Die Karosserien wurden länger und schwerer; der Radstand stieg auf 2921 mm. Front und Heck waren deutlich konturiert; die Schnauze zeigte eine leichte V-Form und die Doppelscheinwerfer waren zurückgesetzt. Auch die zweitürige Limousine war jetzt als Special Deluxe erhältlich. Um die Fahrleistungen trotz des größeren Gewichtes zu erhalten, mussten größere Motoren her: Der neue V6 hatte 3687 cm³ Hubraum und leistete 155 PS (114 kW), der V8 besaß einen Hubraum von 4916 cm³ und brachte es auf 210 PS (154 kW).
Wenige Änderungen gab es 1965 Special und Special Deluxe waren wieder in allen Karosserievarianten erhältlich.
1966 gab es ein leichtes Facelift. Die Doppelscheinwerfer waren etwas kleiner und standen näher beieinander. Die Konturierung der Front nahm weiterhin zu und im Bereich der C-Säule zeigte sich ein leichter Hüftknick. Die zweitürige Limousine wich einem zweitürigen Coupé. Die Motorleistung des V6 stieg auf 160 PS (118 kW).
Auch 1967 gab es wiederum kaum stilistische Veränderungen – mit Ausnahme des leicht veränderten Kühlergrills. Das Cabriolet entfiel; dafür gab es in diesem Modelljahr ein zweitüriges Hardtop-Coupé, das nur als Special Deluxe verfügbar war. Daneben gab es nur noch die Limousine als Special Deluxe.
1968 entfiel der Special Standard. Den Special Deluxe gab es als zweitüriges Coupé, viertürige Limousine und fünftürigen Kombi. Der Zweitürer bekam mit 2845 mm einen kleineren Radstand, die Vier- bzw. Fünftürer legten im Radstand nochmals um 25,4 mm (1″) auf 2946 mm zu. Neu waren auch die Motoren: Ein Reihensechszylinder mit 4096 cm³ Hubraum und 155 PS (114 kW) und ein V8-Motor mit 5735 cm³ und 230 PS (169 kW).
Im vorerst letzten Baujahr 1969 gab es wiederum kaum Änderungen beim Special Deluxe. 1970 war der Skylark das Einstiegsmodell bei Buick.
In neun Jahren entstanden 794.909 Exemplare des Special und Special Deluxe.

### Special/Century Special (1975–1977)
1975 erschien nochmals ein Buick Special als einfache Ausführung innerhalb der Century / Regal – Serie. Es gab allerdings nur ein zweitüriges Coupé mit einem V6-Motor, der bei 3785 cm³ Hubraum 110 nhp (ca. 155 PS / 99 kW) leistete. Der Wagen hatte einfache Scheinwerfer neben dem leicht V-förmigen Kühlergrill, der von zwei Parkleuchten begrenzt wurde.
Anstatt der einzelnen, runden Scheinwerfer gab es 1976 rechteckige, übereinander angeordnete Doppelscheinwerfer und einen Kühlergrill im modernen Mercedes-Stil mit Kühlerfigur. Die Motorleistung sank etwas auf 105 nhp (94 kW). Die einfachste Version der Century-Baureihe wurde als Century Special angeboten.
1977 lagen die rechteckigen Doppelscheinwerfer wieder nebeneinander. Darunter waren Blink- und Parkleuchten angebracht. Die nach hinten abfallende Sicken in den Fahrzeugseiten, die eine Linie der vorderen Kotflügel darstellen sollten, waren wieder verschwunden.
Zusammen mit dem entsprechenden Century-Modell entstanden in diesen drei Produktionsjahren 180.633 Stück.

### Century Special (1978–1979)
1978 erschien ein verkleinerter Century Special, dessen Radstand auf 2746 mm geschrumpft war. Die neuen Wagen hatten nun einzelne Rechteckscheinwerfer, die innen und außen von schmalen Blink- bzw. Parkleuchten flankiert waren. Nun gab es alle drei Karosserieformen des Century – zweitüriges Coupé, viertürige Limousine und fünftürigen Kombi – auch in der einfachsten Ausführung Special. Neben dem bisher bekannten V6-Motor gab es als Basismotorisierung einen kleineren V6 mit 3212 cm³ und 90 nhp (66 kW) und auf Wunsch einen V8 mit 4998 cm³ und 145 oder 160 nhp (106 oder 118 kW).
Im letzten Baujahr 1979 gab es keine wesentlichen Veränderungen mehr. Der kleine V6-Motor leistete nun 105 nhp (76 kW), der große V6-Motor 115 nhp (85 kW). Der V8-Motor hatte einen Hubraum von 4933 cm³ und leistete, je nach Vergaserbestückung, 140 oder 150 nhp (103 oder 110 kW).
Insgesamt wurden in diesem zwei Produktionsjahren 53.866 Century Special gebaut. 1980 gab es keinen Century Special mehr. Die Century-Modellreihe wurde aber weitergebaut; sie wurde noch mehrfach neu aufgelegt und blieb bis 2004 das Mittelklassemodell von Buick.